# Harpactea krueperi
Harpactea krueperi là một loài nhện trong họ Dysderidae.
Loài này thuộc chi Harpactea. Harpactea krueperi được Eugène Simon miêu tả năm 1884.